# Doremi Fasol Latido
Doremi Fasol Latido – trzeci studyjny album grupy Hawkwind wydany w 1972 r. nakładem wytwórni United Artists. Płyta nagrana została w Rockfield Studios w Monmouth (Walia). Okładkę zaprojektował Barney Bubbles.

## Twórcy
- Dave Brock – wokal, gitara
- Nik Turner – wokal, saksofon, flet
- Lemmy Kilmister – wokal, gitara basowa, gitara
- Dik Mik – syntezator
- Del Dettmar – syntezator
- Simon King – perkusja
- Roy Baker – producent (utwór 11)

## Spis utworów[2]
| 1.  | Brainstorm (Nik Turner)                       | 11:32 |
|     |                                               |       |
| 2.  | Space Is Deep (Dave Brock)                    | 6:20  |
|     |                                               |       |
| 3.  | One Change (Del Dettmar)                      | 0:50  |
|     |                                               |       |
| 4.  | Lord Of Light (Dave Brock)                    | 6:59  |
|     |                                               |       |
| 5.  | Down Through The Night (Dave Brock)           | 3:04  |
|     |                                               |       |
| 6.  | Time We Left This World Today (Dave Brock)    | 8:43  |
|     |                                               |       |
| 7.  | The Watcher (Lemmy Kilmister)                 | 4:10  |
|     |                                               |       |
| 8.  | Urban Guerilla[3] (Dave Brock/Robert Calvert) | 3:41  |
|     |                                               |       |
| 9.  | Brainbox Pollution[3] (Dave Brock)            | 5:42  |
|     |                                               |       |
| 10. | Lord Of Light[3] (Dave Brock)                 | 3:59  |
|     |                                               |       |
| 11. | Ejection[3] (Robert Calvert)                  | 3:47  |
|     |                                               |       |
|     |                                               | 58:47 |
|     |                                               |       |
- Utwory Urban Guerilla i Brainbox Pollution pochodzą z singla wydanego w 1973 r.[4]
- Utwór Lord Of Light pochodzi z singla wydanego w 1973 r.[5]
- Utwór Ejection pochodzi z singla promującego album Roberta Calverta Captain Lockheed and the Starfighters.

## Wydania[6]
| Rok wydania | Nośnik         | Wytwórnia       | Numer katalogowy | Kraj              |
| ----------- | -------------- | --------------- | ---------------- | ----------------- |
| 1972        | płyta winylowa | United Artists  | UAG 29364        | Wielka Brytania   |
| 1972        | płyta winylowa | United Artists  | UA LA001F        | USA               |
| 1972        | płyta winylowa | United Artists  | UAS 29364        | Niemcy            |
| 1972        | płyta winylowa | United Artists  | UAS 29364        | Francja           |
| 1972        | płyta winylowa | United Artists  | UAS 29364        | Holandia          |
| 1972        | płyta winylowa | United Artists  | UAG 29364        | Izrael            |
| 1973        | płyta winylowa | S&R             | 62 202           | Niemcy            |
| 1973        | płyta winylowa | United Artists  | UAS 29364        | Włochy            |
| 1973        | płyta winylowa | Liberty Records | LLP 80700        | Japonia           |
| 1973        | płyta winylowa | Liberty Records | K22P-246         | Japonia           |
| 1973        | płyta winylowa | United Artists  | L-34 730         | Australia         |
| 1973        | płyta winylowa | United Artists  | UAL 34730        | Australia         |
| 1973        | płyta winylowa | United Artists  | UAL 34730        | Nowa Zelandia     |
| 1973        | płyta winylowa | Liberty Records | LYC 1261         | Południowa Afryka |
| 1980        | płyta winylowa | Liberty Records | 062 1830221      | Grecja            |
| 1981        | płyta winylowa | Liberty Records | UAG 29364        | Wielka Brytania   |
| 1986        | płyta winylowa | Liberty Records | ATAK 92          | Wielka Brytania   |
| 1991        | CD             | One Way         | CDLL 57475       | USA               |
| 1992        | CD             | Toshiba/EMI     | TOCP 7362        | Japonia           |
| 1996        | CD digipack    | EMI Records     | HAWKS 3          | Wielka Brytania   |